# Д’Аннунцио, Габриеле
Габриэ́ле д’Анну́нцио, князь Монтеневесо (итал. Gabriele D'Annunzio, Principe di Montenevoso), урожд. Гаэтано Рапаньетто-д’Аннунцио (итал. Gaetano Rapagnetto d'Annunzio) (12 марта 1863, Пескара — 1 марта 1938, Гардоне-Ривьера) — итальянский писатель, поэт, драматург, военный и политический деятель.
Член Королевской академии французского языка и литературы Бельгии.

## Биография
Гаэтано Рапаньетто-д’Аннунцио родился 12 марта 1863 года в городе Пескаре, в итальянской провинции Абруццо. В одиннадцатилетнем возрасте поступил в привилегированный колледж Чиконьини. Рано открыл в себе поэтический талант. В школьные годы издал сборник стихов, тираж которого раздал одноклассникам и педагогам. Однако обороты «эфирные перси, на которых проходит вся ночь» и «варварская похоть поцелуев» насторожили учителей. Собрался административный совет, поэт получил строгое предупреждение.

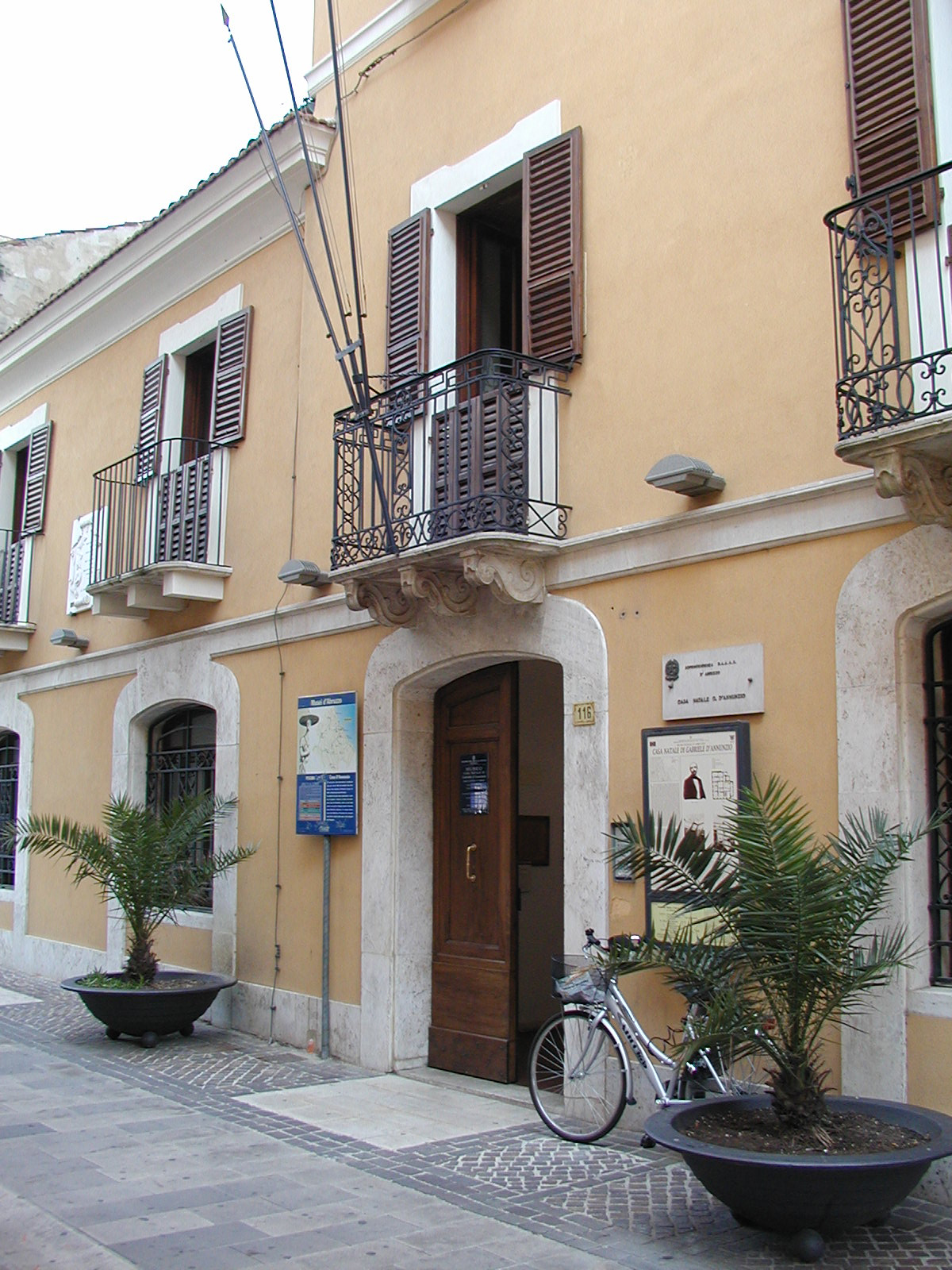
Дом д’Аннунцио в Пескаре

Но и позднее в своих романах, стихах и драмах д’Аннунцио отражал дух не только романтизма, героизма и патриотизма, но, равным образом, эпикурейства и эротизма. Сильно повлиял на русских акмеистов. К началу Первой мировой войны был наиболее известным и популярным итальянским писателем.
Находился в близких отношениях с Луизой Казати (которую вывел в образе Изабеллы Ингирами) и Элеонорой Дузе (образ которой вошел в роман Д’Аннунцио «Пламя»).
Итало-турецкой войне за Ливию д’Аннунцио посвятил цикл стихов «Песни о заморских подвигах» (1911 год). В 1915—1918 годах д’Аннунцио участвовал в боях на фронтах Первой мировой войны: вначале в авиации, затем (после ранения) в пехоте. Дослужился до майора (по другим данным — подполковника). После войны стал одним из лидеров националистического движения, связанного с фашистскими организациями.
С 1919 года поддерживал Муссолини. Возглавил националистическую экспедицию, захватившую 12 сентября 1919 года хорватский портовый город Риеку. Итальянцы, равно как и венгры, именуют этот порт Fiume (Фиуме). Присвоив себе титул «commandante» (восходящий к должности «commandant» у бурских партизан-коммандос), Габриэле д’Аннунцио стал фактическим диктатором республики Фиуме (вплоть до декабря 1920 года). Команданте д’Аннунцио поставил своей целью превратить многонациональную Риеку в «Terra orientale già Italiana» («Восточные земли — уже итальянские»). В период оккупации Риеки были апробированы многие элементы политического стиля фашистской Италии: массовые шествия в чёрных рубашках, воинственные песни, древнеримское приветствие поднятой рукой и эмоциональные диалоги толпы с вождём. В декабре 1920 года — в связи с решительным требованием Антанты — итальянское правительство вынудило д’Аннунцио и его отряд покинуть Риеку.
Был масоном. Участвовал в культурной жизни Милана, в 1901 году основал там школу «Популярный университет Милана», часто бывал в магазине Пек, где собирались интеллектуалы того времени.
Д’Аннунцио приветствовал военные акции итальянского фашизма, прославлял его колониальные захваты (сборники статей и речей «Держу тебя, Африка», 1936), хотя в 1921—1922 годах и пытался создать собственный центр политической силы, конкурирующий с фашистским. В 1924 году получил от короля Виктора Эммануила III наследственный титул князя Монтеневесо (итал. Principe di Montenevoso), в 1937 году возглавил Королевскую Академию наук.
Писатель скончался от апоплексического удара 1 марта 1938 года в своем поместье Витториале на озере Гарда, в Ломбардии. Режим Муссолини устроил ему торжественные похороны.
Считается, что его произведения оказали существенное влияние на творчество Гвидо да Верона.

### Романы
- Трилогия «Романы Розы»:
  - Il piacere («Наслаждение» («Сладострастие»), 1889; экранизация П. Чардынина — 1915),
  - Giovanni Episcopo («Джованни Эпископо», 1891; экранизация 1947),
  - L’innocente («Невинный», 1892; экранизация Л. Висконти — 1976).
- Il trionfo della morte («Триумф смерти», 1894).
- Le vergini delle rocce («Девы утёсов», 1895).
- Il fuoco («Пламя», 1900).
- Forse che sì forse che no («Может быть, да, может быть, нет», 1910).
- La Leda senza cigno («Леда без лебедя», 1912).

### Трагедии
- La città morta («Мёртвый город», 1899),
- La Gioconda («Джоконда», 1899),
- Francesca da Rimini («Франческа да Римини», 1902),
- L’Etiopia in fiamme (1904),
- La figlia di Jorio («Дочь Йорио», 1904),
- La fiaccola sotto il moggio («Факел под мерой», 1905),
- La nave («Корабль», 1908),
- Fedra («Федра», 1909).

### Сборники стихотворений
- Primo vere («Весна», 1879),
- Canto novo («Новая песнь», 1882),
- Poema paradisiaco (1893),
- Laudi del cielo, del mare, della terra e degli eroi (1903—1912):
  - Maia (Canto Amebeo della Guerra),
  - Elettra,
  - Alcyone,
  - Merope,
  - Asterope (La Canzone del Quarnaro).
- Ode alla nazione serba (1914)

### Автобиографические работы
- Notturno,
- Le faville del maglio,
- Le cento e cento e cento e cento pagine del Libro Segreto di Gabriele d’Annunzio tentato di morire o Libro Segreto.
- Переписка д’Аннунцио (была опубликована посмертно).

## Киновоплощения
- 1987 — «Д’Аннунцио[итал.]» (реж. — Серджо Наска[итал.]) в роли Д’Аннунцио — Роберт Пауэлл.
- 2013 — «Опиум[фр.]» (реж. — Ариэль Домбаль) в роли Д’Аннунцио — Эли Топ[фр.].

## Награды
- Офицер Военного ордена Италии (Награждён Королевским декретом № 87, 10 ноября 1918 года.)
- Кавалер Военного ордена Италии (Награждён Королевским декретом № 72, 3 июня 1918 года.)
- Рыцарь Савойского военного ордена
- Офицер Савойского военного ордена
- Золотая медаль «За воинскую доблесть»
- Серебряная медаль за воинскую доблесть
- Крест «За боевые заслуги» (итал. Croce al merito di guerra)
- Памятная медаль «За единство Италии»